# DFL-Ligapokal 2007
La DFL-Ligapokal 2007 (per ragioni di sponsorizzazione Premiere-Ligapokal 2007, nota in italiano anche come Coppa di Lega tedesca 2007) è stata la dodicesima e ultima edizione della Coppa di Lega tedesca.
Si è svolta nel luglio 2007 ed è stata vinta dal Bayern Monaco, che ha battuto in finale lo Schalke 04 per 1-0.

## Partecipanti
| Squadra       | Città             | Motivo qualificazione                       |
| ------------- | ----------------- | ------------------------------------------- |
| Stoccarda     | Stoccarda         | Vincitore della Bundesliga 2006-2007        |
| Schalke 04    | Gelsenkirchen     | 2º nella Bundesliga 2006-2007               |
| Werder Brema  | Brema             | 3º nella Bundesliga 2006-2007               |
| Bayern Monaco | Monaco di Baviera | 4º nella Bundesliga 2006-2007               |
| Norimberga    | Norimberga        | Vincitore della Coppa di Germania 2006-2007 |
| Karlsruhe     | Karlsruhe         | Vincitore della 2. Bundesliga 2006-2007     |

## Tabellone
| Turno preliminare | Turno preliminare |  |  | Semifinali    | Semifinali |  |  | Finale        | Finale |
|                   |                   |  |  |               |            |  |  |               |        |
|                   |                   |  |  | Norimberga    | 2          |  |  |               |        |
| Schalke 04        | 1                 |  |  | Schalke 04    | 4          |  |  |               |        |
| Karlsruhe         | 0                 |  |  |               |            |  |  | Schalke 04    | 0      |
|                   |                   |  |  |               |            |  |  | Bayern Monaco | 1      |
|                   |                   |  |  | Stoccarda     | 0          |  |  |               |        |
| Werder Brema      | 1                 |  |  | Bayern Monaco | 2          |  |  |               |        |
| Bayern Monaco     | 4                 |  |  |               |            |  |  |               |        |

## Turno preliminare
| Arbitro: | Seemann |

|                   |           |  |
| Hal. Altıntop 35’ | Marcatori |  |

| Arbitro: | Kinhöfer |

|             |           |                                                            |
| Borowski 9’ | Marcatori | 23’ Schweinsteiger 27’ Ham. Altıntop 35’ 54’ (rig.) Ribéry |

## Semifinali
| Arbitro: | Drees |

|                |           |                                                          |
| Vittek 20’ 73’ | Marcatori | 23’ Kobiashvili 27’ Ernst 35’ Løvenkrands 35’ Westermann |

| Arbitro: | Rafati |

|  |           |                       |
|  | Marcatori | 66’ Wagner 88’ Ribéry |

## Finale
| Arbitro: | Meyer |

|  |           |           |
|  | Marcatori | 29’ Klose |

| Schalke 04 | Bayern Monaco |

### Formazioni
| Schalke 04:     |    |                    |     |     |
|                 |    |                    |     |     |
| P               | 1  | Manuel Neuer       |     |     |
| D               | 18 | Rafinha            |     | 75’ |
| D               | 5  | Marcelo Bordon (c) | 33’ |     |
| D               | 20 | Mladen Krstajić    |     |     |
| D               | 25 | Christian Pander   |     |     |
| C               | 8  | Fabian Ernst       |     |     |
| C               | 10 | Ivan Rakitić       |     | 66’ |
| C               | 3  | Levan Kobiashvili  | 64’ |     |
| A               | 11 | Peter Løvenkrands  |     | 58’ |
| A               | 19 | Halil Altıntop     | 54’ |     |
| A               | 22 | Kevin Kurányi      |     |     |
| A disposizione: |    |                    |     |     |
| P               | 33 | Mathias Schober    |     |     |
| D               | 2  | Heiko Westermann   |     | 75’ |
| D               | 31 | Sebastian Boenisch |     |     |
| C               | 13 | Jermaine Jones     |     |     |
| C               | 25 | Zlatan Bajramović  |     |     |
| C               | 26 | Mimoun Azaouagh    |     | 66’ |
| A               | 14 | Gerald Asamoah     | 72’ | 58’ |
| Allenatore:     |    |                    |     |     |
| Mirko Slomka    |    |                    |     |     |

| Bayern Monaco:  |    |                   |     |     |
|                 |    |                   |     |     |
| P               | 1  | Oliver Kahn (c)   |     |     |
| D               | 30 | Christian Lell    |     | 75’ |
| D               | 3  | Lúcio             | 43’ |     |
| D               | 6  | Martín Demichelis |     |     |
| D               | 21 | Philipp Lahm      |     |     |
| C               | 8  | Hamit Altıntop    |     |     |
| C               | 15 | Zé Roberto        | 77’ |     |
| C               | 16 | Andreas Ottl      |     |     |
| C               | 23 | Marcell Jansen    |     |     |
| C               | 20 | José Ernesto Sosa |     |     |
| A               | 18 | Miroslav Klose    |     | 89’ |
| A disposizione: |    |                   |     |     |
| P               | 22 | Michael Rensing   |     |     |
| D               | 5  | Daniel Van Buyten |     |     |
| D               | 27 | Stefano Celozzi   |     |     |
| C               | 14 | Julio dos Santos  |     | 75’ |
| A               | 34 | Sandro Wagner     |     | 89’ |
| Allenatore:     |    |                   |     |     |
| Ottmar Hitzfeld |    |                   |     |     |

## Classifica marcatori
| Pos. | Giocatore              | Squadra       | Gol |
| ---- | ---------------------- | ------------- | --- |
| 1    | Franck Ribéry          | Bayern Monaco | 3   |
| 2    | Róbert Vittek          | Norimberga    | 2   |
| 3    | Halil Altıntop         | Schalke 04    | 1   |
| 3    | Hamit Altıntop         | Bayern Monaco | 1   |
| 3    | Tim Borowski           | Werder Brema  | 1   |
| 3    | Fabian Ernst           | Schalke 04    | 1   |
| 3    | Miroslav Klose         | Bayern Monaco | 1   |
| 3    | Levan Kobiashvili      | Schalke 04    | 1   |
| 3    | Peter Løvenkrands      | Schalke 04    | 1   |
| 3    | Bastian Schweinsteiger | Bayern Monaco | 1   |
| 3    | Sandro Wagner          | Bayern Monaco | 1   |
| 3    | Heiko Westermann       | Schalke 04    | 1   |